# Loch Laggan
Loch Laggan ist ein Süßwassersee im schottischen Hochland. Er liegt in der Council Area Highland etwa elf Kilometer westlich von Dalwhinnie. 
Loch Laggan hat die typisch langgezogene Form eines in der Eiszeit durch Gletscher entstandenen Sees. Er ist etwa 11 Kilometer lang, aber im Mittel nur 700 Meter breit. Loch Laggan entwässert über den River Spean. Sein Hauptzufluss ist der River Pattack. Seit 1934 ist der See Teil des Lochaber hydro-electric scheme, das der Stromerzeugung aus Wasserkraft dient. 

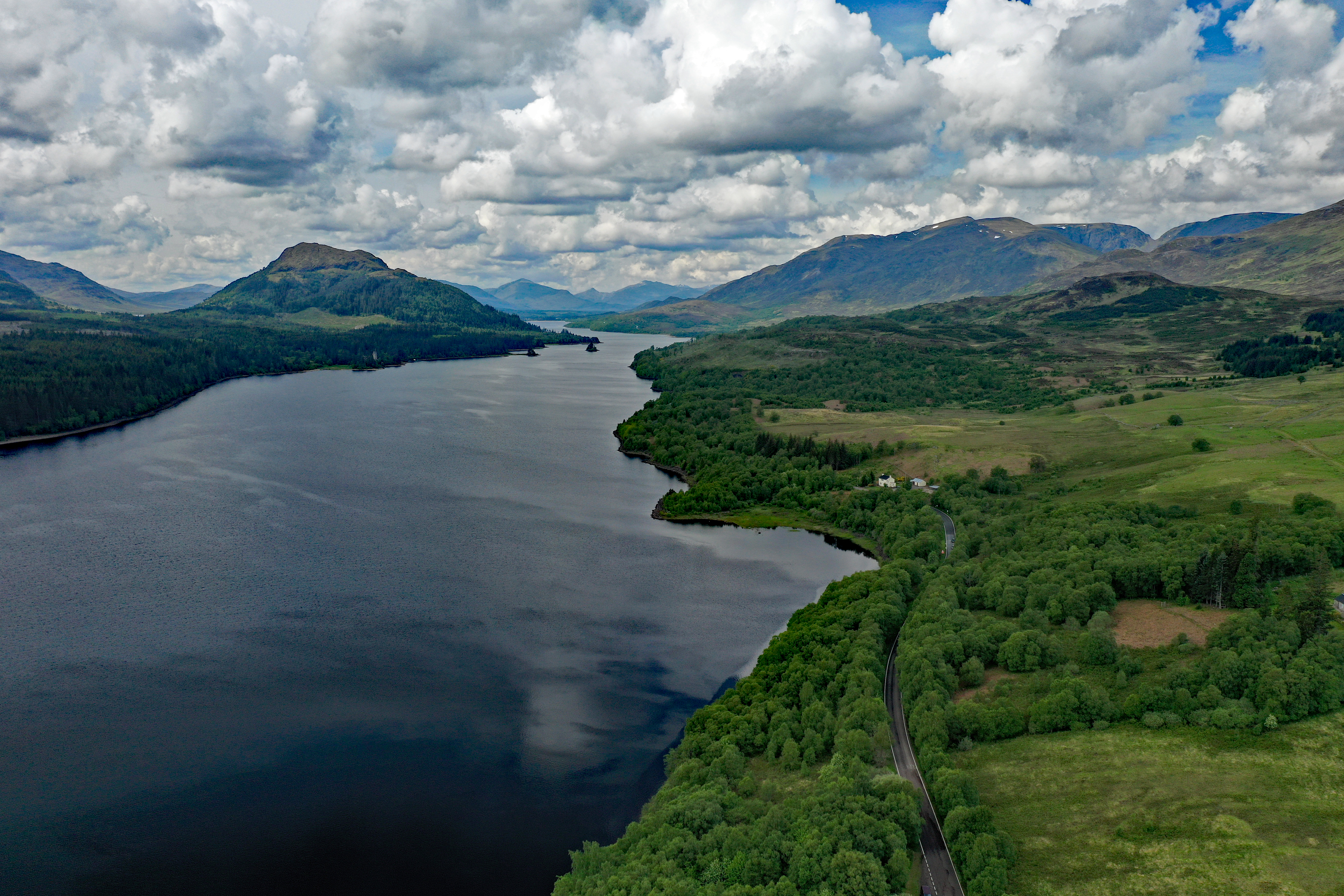
Loch Laggan

Die Ufer von Loch Laggan sind weitgehend unbewohnt. Sie zeigen sich meist bewaldet, zum Teil aber auch als Grasland. Das Nordwestufer des Lochs wird von der A86 erschlossen, der 1128 Meter hohe Creag Meagaidh überragt diese Seite des Sees. Am Südostufer liegt der Herrensitz Ardverikie House, das als Kulisse für einige Szenen im James-Bond-Film Keine Zeit zu sterben diente. Am östlichen Ufer befindet sich der größte nicht am Meer gelegene Sandstrand Großbritanniens.